# Första Balkankriget
Första Balkankriget var ett krig som utkämpades från oktober 1912 till maj 1913 mellan Balkanförbundet (Bulgarien, Grekland, Montenegro och Serbien) och Osmanska riket. Balkanförbundets kombinerade arméer övervann de numerärt underlägsna och strategiskt missgynnade osmanska arméerna och uppnådde snabbt framgång. Nästan alla återstående europeiska områden av Osmanska riket erövrades och delades mellan Balkanförbundets medlemmar som ett resultat av kriget. Efterföljande händelser ledde också till inrättandet av en oberoende albansk stat. Trots sina framgångar var Bulgarien missnöjd över fördelningen av bytet, särskilt uppdelningen av Makedonien, vilket ledde till utbrottet av andra Balkankriget i juni 1913.

## Upptakten till kriget
För att kunna mäkta med ett krig mot det Osmanska riket bildade Bulgarien och Serbien 1911 en allians tillsammans med Montenegro (vars befolkning till övervägande delen bestod av serber) och Grekland: Balkanförbundet. Alliansen hölls hemlig ända fram till krigsutbrottet, för att inte väcka misstankar hos vare sig det Osmanska riket eller Österrike-Ungern, men Ryssland, i egenskap av ”slavernas beskyddare”, hölls informerat hela tiden. Balkanligan såg samtidigt hur försvagat det Osmanska riket verkligen blivit, när det besegrades av Italien i Libyen (italiensk-turkiska kriget), och insåg att det nu var rätt tid att slå tillbaka turkarna en gång för alla.

## Krigets förlopp
Det första Balkankriget inleddes den 25 september 1912 (g.s., 8 oktober n.s.), när Montenegro som första stat i Balkanligan förklarade krig mot det Osmanska riket. Därefter ställde de övriga medlemmarna i Balkanligan en serie krav på landavträdelser från osmanskt håll, som osmanerna inte kunde gå med på, och kriget var ett faktum.
De allierade hade inte gjort upp någon formell, gemensam krigsplan, förutom Serbien och Montenegro, som skulle samarbeta vid intagandet av Novi Pazar, en stad i nuvarande södra Serbien av stor strategisk betydelse då Österrike-Ungern uttryckt planer på att bygga en järnväg via den till Mitrovica för att upprätta en förbindelse till det Osmanska riket. Kriget var alltså egentligen fyra olika krig, som utkämpades av olika stater, men mot samma fiende, samtidigt. Den osmanska krigsplanen var baserad på att transportera sin ”elitarmé” från Syrien till Balkan för att kunna bygga upp ett starkt försvar, men den gick i stöpet då grekiska marinoperationer satte stopp för överskeppningen av soldater. Istället fick osmanerna klara sig med de reguljära arméer som fanns i området, men dessa visade sig hålla låg kvalitet.
Kriget utkämpades huvudsakligen på två fronter: i Thrakien på sydöstra Balkan, och i  Makedonien i väst. På båda fronter var osmanerna numerärt underlägsna: i öst mobiliserades 200 000 bulgariska soldater mot 115 000 turkiska och i väst uppgick de allierades styrkor till 273 000, mot osmanernas 175 000. Montenegro fokuserade sina insatser mot Shkodra i norra Albanien, och Novi Pazar, där man assisterades av serberna.
Bulgarien attackerade östra Thrakien, där bulgariska 1.a, 2:a och 3:e arméerna under befäl av tsar Ferdinand I ryckte fram mot turkiska östarmén under Abdullah pascha som hade 4 armékårer till sitt förfogande. Angriparen ryckte fram mot Adrianopel - Kirkkilisse. Vid den sistnämnda orten stod 22-23 oktober (n.s.) ett slag där turkarna besegrades, och 27-31 oktober besegrades de på nytt i ett slag vars tyngdpunkt låg vid Lüle Burgaz. Turkarna tvingades dra sig tillbaka till en i fredstid förberedda Tschataldschaställningen, där de senare lyckades behålla sina positioner trots upprepade stormningsförsök. Framför denna front höll sig ännu det belägrade Adrianopel.
Serbien anföll Makedonien med en armé kommenderad av kung Peter bestående av 1-3:e arméerna samt Ibararméerna om sammanlagt 200 000 man mot omkring 4 turkiska kårer under Ali Riza pascha. Serberna ryckte fram till mot en linje Novibazar - Kumanovo och besegrade turkarna i ett slag vid Kumanovo 24 oktober (n.s) och ryckte in i Üsküb 26 oktober och i Monastir 18 november. Två av de serbiska fördelningarna förflyttades därefter till Thrakien för att hjälpa bulgarerna med belägringen av Adrianopel.
I södra Makedonien ryckte den grekiska armén under kronprins Konstatin om omkring 110.000 man fram i riktning mot Saloniki och mot Janina. Grekerna besegrade den mycket underlägsna fienden i slaget vid Selfidze 24 oktober och i slaget vid Jenidze-Vardar 3 november, varefter Saloniki intogs sex dagar senare.
Sådant var läget då genom stormakternas medlande ett partiellt vapenstillstånd inträdde från den 3 december 1912. Grekland och Montenegro, vilka ännu inte uppnått sina mål med kriget (att inta Janina respektive Skutari) fortsatte striderna. De därefter i London inledda fredsförhandlingarna ledde inte till resultat, varför från början av februari 1913 striderna återupptogs på alla fronter. 6 mars gav sig Janina åt grekerna, 26 mars föll Adrianopel, 22 april erövrade montenegrinerna Skutari.
Den grekiska flottan störde samtidigt osmanska försök att mobilisera sina sjöstridskrafter för en förnyad offensiv på Balkan, vilket fick till följd att den osmanska flottan stannade i hamn under i princip hela kriget, och Grekland i lugn och ro kunde driva turkarna från ö efter ö. Efter en vapenvila med Bulgarien, Serbien och Montenegro, försökte den osmanska flottan två gånger ta sig ut ur det sund där den hade sin bas, men besegrades båda gångerna av den grekiska, i slagen vid Eller och Lemnos. I januari beslutade osmanerna att fortsätta kriget, men fienden var dem övermäktig. När bulgarerna intog Adrianopel och grekerna Ioannina insåg de att kriget var förlorat, och slöt en vapenvila den 16 april 1913. Därefter begav sig delegater från de inblandade länderna till London, för att förhandla fram ett fredsavtal.

## Krigsslutet
Det första Balkankriget ledde till att Osmanska riket ersattes av Bulgarien som regionens ledande stat. Denna bulgariska dominansen skulle dock bli kortvarig. Den 3 december 1912 möttes representanter för de allierade i Balkanförbundet samt det Osmanska riket i London. De förra ställde hårda krav på osmanerna: alla turkiska besittningar i Europa utom Albanien skulle avträdas, likaså Kreta och alla öar i Egeiska havet. Speciellt hårt drev Bulgarien frågan om ett överlämnande av Adrianopel. De osmanska representanterna var till en början tveksamma, men gav till slut med sig. Då hände något som stjälpte hela konferensen: Enver Bey gjorde revolution och tog makten i det osmanska riket, vilket fick till följd att man inte såg någon mening med att fortsätta och konferensen avbröts.
Inte förrän i maj 1913 träffades de inblandade parterna igen för att diskutera villkoren i fredsavtalet, och då hade bulgarerna (assisterade av serberna) redan intagit Adrianopel. Avtalet som nu togs fram missgynnade kraftigt serberna, och gjorde Bulgarien till den dominerande makten på Balkan, då Serbien fråntogs sina erövringar i  Makedonien  och fick se de kustområden man erövrat tillfalla det nybildade Albanien.  Sammanfattat i fyra punkter såg avtalet ut så här:
- Albanien blev självständigt och Serbien, Grekland och Montenegro tvingades dra tillbaka sina styrkor.
- Novi Pazar delades mellan Serbien och Montenegro.
- Bulgarien övertog norra Thrakien.
- Inget beslut togs om Makedonien, då Serbien, Grekland och Bulgarien var oense om hur landet skulle delas upp.

Omgående uppstod oenighet mellan alliansmedlemmarna. Serbien hade tidigare lovat huvuddelen av Makedonien till Bulgarien, men varken Serbien eller Grekland hade fӧr avsikt att lämna ifrån sig några av sina erövringar. Detta skapade stor bitterhet i Bulgarien och den 30 juni 1913 anföll landet sina forna allierade i det andra balkankriget.

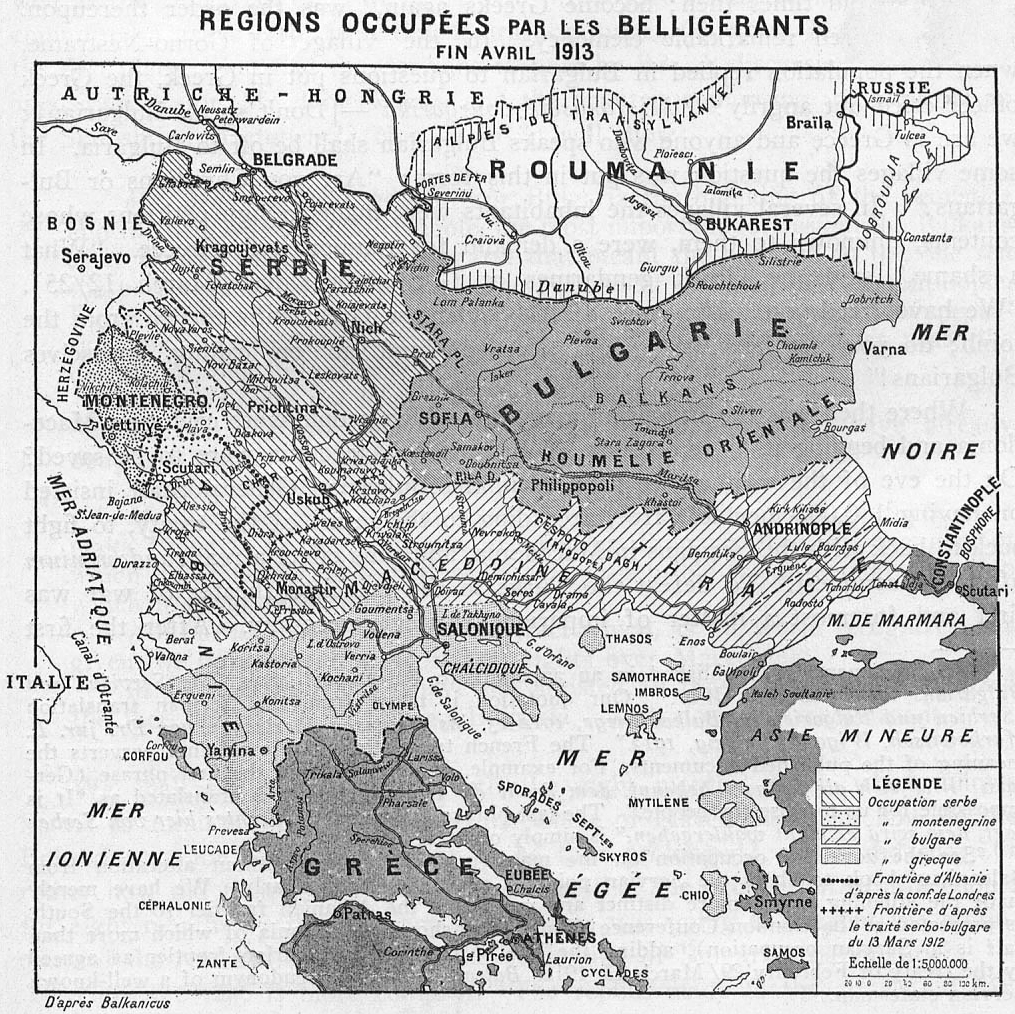
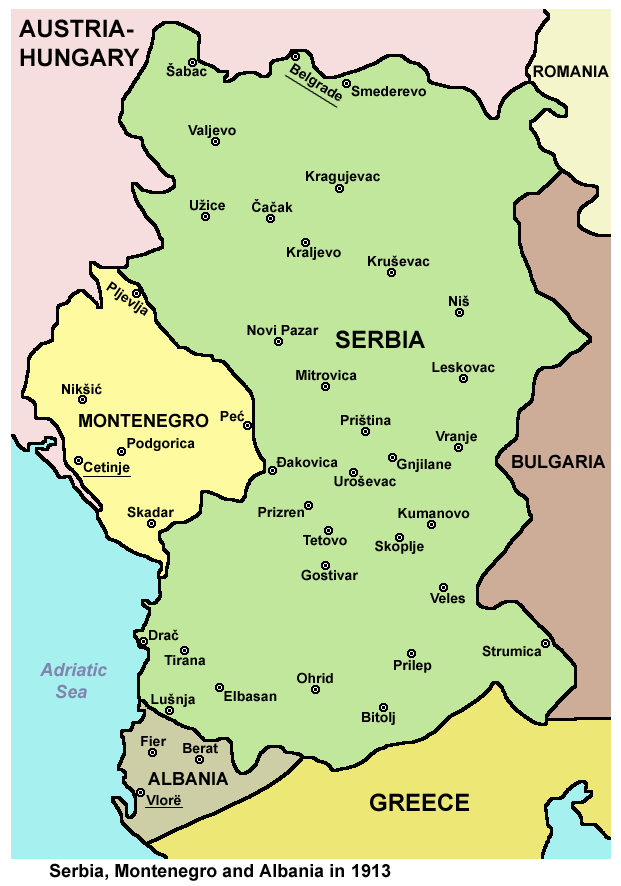